# 霍蘭帕滕特 (紐約州)
霍蘭帕滕特（英語：Holland Patent）是位於美國紐約州奧奈達縣的村。

## 人口
根據2020年美國人口普查的數據，霍蘭帕滕特的面積為1.32平方千米，當中陸地面積為1.31平方千米，而水域面積為0.01平方千米。當地共有人口416人，而人口密度為每平方千米315人。